# Важенец (приток Нондруса)
Важенец — река в России, протекает по Виноградовскому району Архангельской области. Устье реки находится в 68 км по правому берегу реки Нондрус, ниже устья реки Чёрная, но выше устья реки Пыстрома. Длина реки составляет 14 км.

## Данные водного реестра
По данным государственного водного реестра России относится к Двинско-Печорскому бассейновому округу, водохозяйственный участок реки — Северная Двина от впадения реки Вага и до устья, без реки Пинега, речной подбассейн реки — Северная Двина ниже места слияния Вычегды и Малой Северной Двины. Речной бассейн реки Северная Двина — .
Код объекта в государственном водном реестре — 03020300412103000032990.